# Meu Destino em Tuas Mãos
Meu Destino em Tuas Mãos é um filme brasileiro do gênero drama, com roteiro, participação e realização de José Mojica Marins (também conhecido como Zé do Caixão).

## Sinopse
Quando um homem chega a casa bêbado e bate na mulher, o seu filho Carlito tenta defender a sua mãe com um cabo de vassoura. O pai vira-se para o rapaz e diz ameaçadoramente "Eu vou matar você!". Apavorado, o menino foge com outras quatro crianças, todas elas pobres e sofrendo abusos e exploração em casa pelas suas famílias. Estas crianças tentam então sobreviver nas ruas da periferia de São Paulo.
Carlito (Franquito), o mais velho deles, toca guitarra e canta para ganhar dinheiro. José Mojica Marins compôs três das dez canções compostas para Carlito no filme.

## Elenco
- Aurino Cassiano - Crispim
- Augusto de Cervantes
- Carmem Marins
- Delmo Demarcos	- Luiz
- Franquito - Carlito
- José Mojica Marins - Pai
- Mário Lima
- Nivaldo de Lima
- Nilton Batista - Robertinho
- Nivaldo Guimarães - Quinzinho